# Pabbay
Pabbay ist eine Insel der Äußeren Hebriden in Schottland. Der Name kommt aus dem Norwegischen Insel der Papar, das waren irische Mönche, die ein eremitisches Leben führten. Sie waren auch als Culdeer bekannt.
Die Insel war früher sehr fruchtbar und hatte eine dreistellige Zahl an Bewohnern, es wurde Getreide und schwarz gebrannter Whisky exportiert. Die meisten Stewards von St. Kilda kamen von Pabbay. Im Verlauf der Highland Clearances wurde die Insel 1846 geräumt, um Platz für die Schafzucht zu erhalten. Pabbay gehört traditionell zum Morrison Clan.
Die Insel gehört neben Mingulay und Berneray dem National Trust for Scotland und liegt mit Berneray in der South Lewis, Harris and North Uist National Scenic Area.